# سونيا سانشيز
سونيا سانشيز (بالإنجليزية: Sonia Sanchez)‏ (9 سبتمبر 1934، برمنغهام في الولايات المتحدة)؛ كاتِبة مُتخصِّصة في أدب الأطفال، سيناريست، كاتبة مسرحية وشاعرة أمريكية. درست في جامعة هوارد.

## الجوائز
- الجوائز الأميركية للكتاب

## روابط خارجية
- سونيا سانشيز على موقع IMDb (الإنجليزية)
- سونيا سانشيز على موقع الموسوعة البريطانية (الإنجليزية)
- سونيا سانشيز على موقع ميوزك برينز (الإنجليزية)
- سونيا سانشيز على موقع أول ميوزيك (الإنجليزية)
- سونيا سانشيز على موقع ديسكوغز (الإنجليزية)